# 兴凯䱗
兴凯䱗又名烏蘇里鰶（学名：Hemiculter lucidus）为輻鰭魚綱鯉形目鯝科䱗属的鱼类，俗名白漂子、䱗子、白条、贝氏䱗条。分布于贝加尔湖以及兴凯湖、呼伦湖，一般栖息于江河湖泊的静水或缓流处以及为中上。该物种的模式产地在兴凯湖、贝尔湖。
此鱼长度可达25公分，体重到70克，寿命可達7年。

## 亚种
- 兴凯䱗指名亚种（学名：Hemiculter lucidus lucidus），Dybowski于1872年命名。在中国，分布于兴凯湖等。该物种的模式产地在兴凯湖。[3]
- 蒙古䱗（学名：Hemiculter lucidus warpachowskyi），Nikolsky于1903年命名。在中国，分布于贝加尔湖及达赖湖等。该物种的模式产地在贝尔湖。[4]